# طب الأذن العصبي
طب الأذن العصبي أو علم الأذن العصبي (بالإنجليزية: Neurotology or neuro-otology) هو تخصص فرعي في طب الأنف والأذن والحنجرة - جراحة الرأس والعنق، ويسمى أيضًا طب الأنف والأذن والحنجرة. يرتبط علم طب الأعصاب بعلم الأنف والأذن العصبية السريرية وجراحة الأعصاب ارتباطاً وثيقاً ببعضهما البعض.
قد يشير هذا المصطلح إلى أطباء الأنف والأذن والحنجرة الذين يدرسون علم التشريح وعلم وظائف الأعضاء الطبيعية والمرضية للأذن (أنظمة السمع والحواس الدهليزية والهياكل والوظائف ذات الصلة)، وأيضاً إلى الذين يعالجون أمراض الأذن بالأدوية أو الجراحة. في بعض الحالات، يُنظَر في طب الأنف والأذن والحنجرة معاً بسبب ارتباطهما الوثيق ببعضهما البعض، حيث لا يكون هناك تحديد واضح بين التخصصات الفرعية. على سبيل المثال، يستخدم المركز الطبي بجامعة ميريلاند مصطلح «أخصائي طب الأنف والأذن والحنجرة».
يتخصص أطباء الأنف والأذن والحنجرة في العمل بمجال الأذن والأعصاب، حيث يتخصصون في الحالات المرضية المتعلقة بالأذن والهياكل ذات الصلة. إضافةً إلى ذلك، يتم تدريب العديد من أطباء الأنف والأذن والحنجرة العامين على إجراء عمليات الجراحة لمنطقة الأذن الوسطى، ورأب طبلة الأذن. عادة ما يتبقى حفرة من أنبوب الأذن السابق أو العدوى عندما يقوم الأطباء بإعادة بناء طبلة الأذن، وتعتبر هذه الحالة من الحالات التي تندرج تحت إجراء العمليات الجراحية للأذن. تشمل جراحة الأنف والأذن والحنجرة علاج الصمم التوصيلي، وذلك عن طريق إعادة بناء عظام السمع التي تعمل على نقل الأصوات من الهواء إلى القوقعة نتيجة للعدوى، أو عن طريق استبدال عظم الركاب باستئصال العنق، وهو عبارة عن جراحة الأذن التي يمكن إجراؤها لعلاج فقدان السمع الناجم عن مشكلة تسمى تصلب الأذن. كما يشمل طب الأنف والأذن والحنجرة جراحة أكثر تعقيدًا للأذن الداخلية لا يتم إجراؤها عادةً من قبل أطباء الأنف والأذن والحنجرة العامة، مثل إزالة الورم الصفراوي المعقد، واستئصال المتاهة وجراحة الكيس اللمفاوي لمرض مينيير وجراحة زراعة القوقعة.

## تعليم وتدريب
من المعروف أن يتلقى أطباء الأنف والأذن والحنجرة في الولايات المتحدة وحول العالم تدريبًا إضافيًا على علم الأعصاب المتقدم، الأمر الذي يتطلب تدريبًا إضافيًا لمدة سنة أو سنتين بعد الزمالة وبعد خمس سنوات من الإقامة المعتادة.

## حالات
يعالج أطباء الأعصاب الحالات الآتية:
- أمراض الدهليز (التوازن)، مثل مرض مينيير والتهاب العصب الدهليزي.
- أورام قاعدة الجمجمة، مثل ورم شفاني الدهليزي (ورم العصب السمعي).
- اضطرابات عصب الوجه، ويشمل شلل العصب الوجهي.
- فقدان السمع والصمم.
- بعض الشروط المتعلقة بقاعدة الجمجمة.